# Organon
Organon (starořecky: Ὄργανον) je sbírka šesti Aristotelových děl o logické analýze a dialektice. Uspořádali ji jeho žáci, peripatetikové, a od té doby texty zde shromážděné vycházejí hlavně pod tímto společným názvem, byť nikoli výhradně. Organon je tvořen texty: Kategorie, O vyjadřování, První analytiky, Druhé analytiky, Topiky a O sofistických důkazech. V překladu název znamená zhruba "nástroj, orgán", nicméně název sbírky se tradičně nepřekládá. Jméno vybrali Aristotelovi žáci, aby zvláště stoikům zdůraznili, že logika je hlavním nástrojem filozofie. Sám Aristotelés název nikdy nepoužil. Kniha byla napsána řecky, do latiny ji první přeložil Boethius v 6. století; šlo o jediné významné dílo o logice, které bylo v raném středověku k dispozici. Arabský překlad vznikl okolo roku 750. Uspořádání děl provedl Andronikos z Rhodu kolem roku 40 př. n. l., pořadí pravděpodobně určil Theofrastos tak, aby vznikl dobře strukturovaný systém. Aristotelés knihy v tomto pořadí s velkou pravděpodobností nenapsal. Andronikovo a Theofrastovo uspořádání převzal evropský středověk, Arabové Organon rozšířili o Aristotelovu Rétoriku a Poetiku. Všichni významní scholastičtí filozofové Organon komentovali (Tomáš Akvinský, William Ockham, Duns Scotus). Polemicky vystoupil roku 1620 Francis Bacon se svou knihou Novum Organum, v níž podle svého přesvědčení Aristotelův systém překonal. Kniha si přesto uchovala mimořádný vliv i v novověku a ještě Immanuel Kant prohlásil, že po Aristotelovi není v logice co nového vymýšlet. Až po formulaci moderní predikátové logiky v 19. století upadla aristotelská logika na čas v nemilost. Historik logiky John Corcoran a další však později dokázali, že práce moderní matematické logiky (Frege, Boole) nejsou s Aristotelovým systémem v žádném rozporu.

## Struktura
1. Kategorie (latinsky: Categoriae) představují Aristotelovu desetidílnou klasifikaci toho, co existuje: substance, kvantita, kvalita, vztah, místo, čas, situace, podmínka, činnost a vášeň.
2. O vyjadřování (latinsky: De Interpretatione) představuje Aristotelovo pojetí výroku a soudu a různé vztahy mezi kladnými, negativními, univerzálními a partikulárními výroky. Aristoteles pojednává o Apuleiově logickém čtverci (kapitola 7 a 8). Kapitola 9 se zabývá problémem budoucích nahodilostí.
3. První analytiky (latinsky: Analytica Priora) představují sylogistickou metodu, Aristotelés diskutuje též o induktivní inferenci.
4. Druhé analytiky (latinsky: Analytica Posteriora) se zabývá definicí, demonstrací, induktivním uvažováním a vědeckými poznatky.
5. Topiky (latinsky: Topica) se zabývají otázkami konstrukce platných argumentů a vyvozování, které je pravděpodobné, spíše než jisté. Právě v tomto pojednání se Aristoteles zmiňuje o předvídatelnosti, což bylo téma, které silně zaujalo novoplatonika Porfyria a scholastiky.
6. O sofistických důkazech (latinsky: De Sophisticis Elenchis) je pojednání o logických klamech.